# Druckereimuseum Wildeshausen

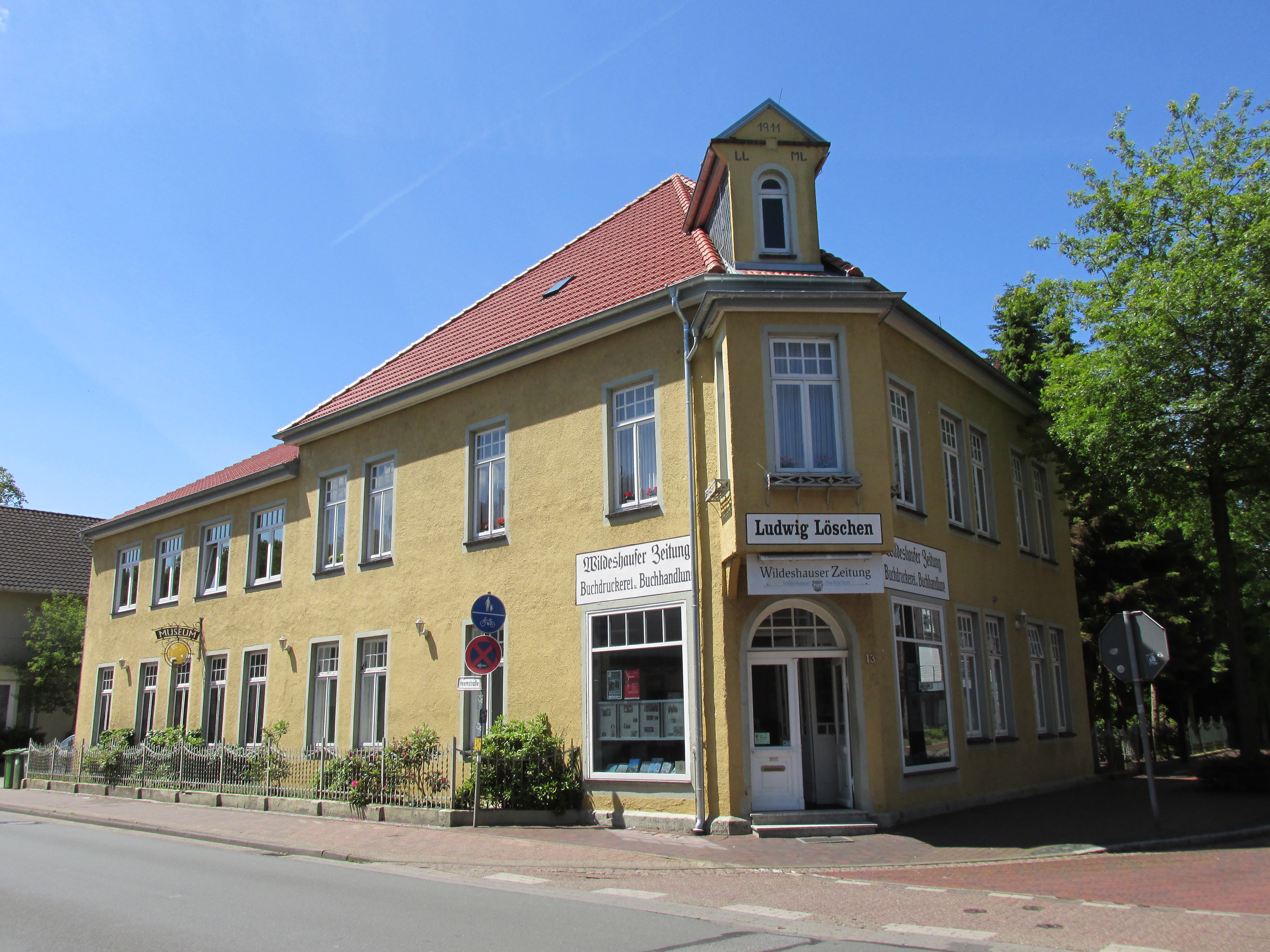
Druckereimuseum Wildeshausen (2014)

Das Druckereimuseum Wildeshausen in Wildeshausen, Bahnhofstraße 13, ist ein privat geführtes Technikmuseum zur Geschichte der Drucktechnik.

## Geschichte und Museum
1859 wurde hier die Druckerei gegründet. Bis 1987 wurde dort die Wildeshauser Zeitung (siehe Kreiszeitung#Kreiszeitung Verlagsgesellschaft) hergestellt.
Das dann gegründete Museum ist eine original eingerichtete Druckerei.

Es wird die Entwicklung der Buchdruckerkunst der letzten 125 Jahre bis zur Einführung des Fotosatzes präsentiert. Zu sehen sind eine Handsetzerei, die ersten Druck- und Setzmaschinen, alte Druckpressen, Setzkästen und Repro-Kameras. Auch eine Hand-Buchbinderei mit Maschinen aus den frühen Anfängen der Buchdruckerkunst ist vorhanden.
Prunkstücke der Dauerausstellung sind
- eine hölzerne Spindelpresse, auf der bis zum Jahr 1860 die Wochenzeitung „Die Hunte“ gedruckt wurde
- der Heidelberger Zylinderautomat, mit dessen Hilfe die Wildeshauser Zeitung gedruckt wurde
- eine Zeilengießmaschine
- die Setzmaschinen Typograph und Linotype

Das Museum ist individuell nach Vereinbarung geöffnet. Führungen vermittelt der Verkehrsverein Wildeshausen.